# Antonio María de Lacy Fortuny
Antonio María de Lacy Fortuny (Palma, 13 de febrer de 1957) és un cirurgià mallorquí considerat com un pioner de la cirurgia mínimament invasiva robotitzada.
De Lacy estudià medicina a Barcelona realitzant l'especialitat de Cirurgia General i de l'Aparell Digestiu a l'Hospital Clínic de Barcelona. Completar la seva formació com a professor visitant a la Universitat Emory d’Atlanta, al Pacific Presbiterian Hospital de San Francisco, a la Cleveland Clinic de Cleveland, al Mount Sinai Hospital de Manhattan i a la Universitat Cornell, totes dues de Nova York.
De Lacy és director de l'Institut Quirúrgic Lacy de Quirónsalud i cap del Servei de Cirurgia Gastrointestinal i cap del Departament de Cirurgia Mínimament Invasiva a l'Hospital Clínic de Barcelona. És considerat com un pioner de la cirurgia mínimament invasiva robotitzada, ja que ha estat el primer cirurgià en el món a aplicar diverses tècniques de cirurgia digestiva. Destaquen el tractament de la malaltia per reflux gastroesofàgic mitjançant una operació per la boca sense incisions, la primera laparoscòpia en 3D del món i la primera extracció a Espanya de la vesícula biliar per la boca. També és el creador en 2011 de la tècnica TaTME, una tècnica quirúrgica que extirpa el càncer de còlon a través de l'anus i que és considerada com una referència mundial per al tractament del càncer colorectal.
De Lacy fou president de l'Associació Europea de Cirurgia Endoscòpica (EAES) de 2007 a 2009. També és el fundador de la plataforma de formació en línia per a cirurgians AIS Channel, líder a escala mundial. AIS ha facilitat a l'Hospital Clínic en 2018 l'aplicació VR Patients, la primera desenvolupada a Espanya que utilitza la realitat virtual per a disminuir l'ansietat preoperatòria dels pacients.
El febrer de 2019 de Lacy efectuà la primera operació teleasistida a distància gràcies a la tecnologia 5G en el marc del Mobile World Congress de Barcelona.